# Professor Tribini
Christian Jørgen "Tribini" Nielsen (25. august 1915 i det daværende havehus og sommerhusområde Vesterled i Brøndby – 13. november 1973 i København) var en dansk gøgler, teltholder, skuespiller og selvudnævnt professor. Han var kendt for sine talegaver som rekommandør (udråber) ved sine parader foran gøglerteltet. Tribini døde af et hjertestop i 1973 og er begravet sammen med hustruen Gudrun Tribini (1988) på Vor Frelsers Kirkegård.

## Biografi
Professor Tribini (ved dåben Christian Jørgen Nielsen), var søn af en vognmand på Vesterbro. 1929 startede han sin karriere som gøgler. Sammen med Arne Berdino Olsen optrådte han som tryllekunstner og gadesanger. I 1935 kom han til Dyrehavsbakken hvor han optrådte som rekommandør og som klovnen Frisco i Varieté Alkazar, i Brdr. Stefansens Scala-Varieté og en enkelt sæson som sprechstallmeister i Cirkus Klampenborg. På Bakken traf han sin kone Gudrun og snart efter dannede de par som "2 Tribini's". I sommeren 1940 optrådte Tribini som klovn og tryllekunstner i Cirkus Royal, men vendte i 1941 tilbage til Bakken, hvor bakkekongen Frode Jensen (1887-1957) lancerede ham som Professor Labris efterfølger.
1943 blev Tribini forretningsfører og skuespiller i Varieté Alhambra. 1948 fik han sit eget telt på Bakken og indtil 1971 drev han varietéen New Scala på Bakken.
Udenfor sæsonen drog han på turné og optrådte som humorist med trylleri og Mester Jakel ved markedsfester og var desuden julemand ved adskillige juletræsfester.
Han medvirkede i en del danske spillefilm, hvor han ofte spillede sig selv eller en anden gøglerlignende figur som f.eks. i Den store gavtyv (1956) og Tag til marked i Fjordby (1957).
I 1957 startede han Julemændenes verdenskongres, der fortsat afholdes af Bakken hvert år i juli. Fra 1962 arrangerede han og medvirkede i feriefesterne på Bakkens Friluftsscene. 1971 var hans sidste sæson på Bakken.
Tribini var i en årrække bestyrelsesmedlem i Bakkens Teltholderforening og i Danmarks Teltholderforening ligesom han var medlem af Eventyrernes Klub. I 1970 blev han ærestryllekunstner i foreningen fra tryllekunstnere – "Magisk Cirkel".

## Gøgleren Tribini
Han optrådte i kjolesæt med medaljer, og tilhørende grå cylinderhat, stok, urkæde og med et spraglet slips. Hans tale udenfor teltet kunne f.eks. være: "Højtærede herskaber, grevskaber, klædeskaber, videnskaber, ægteskaber og djævleskaber – Alle er velkomne. Tykke og tynde. Brede og flade. Rullemænd, tullemænd og julemænd. Sprællemænd og skraldemænd. Landmænd og vandmænd.
Fuld tilfredshed eller pengene er spildt."
Forestillingen "Den Store Samson" i 1950'erne i forlystelsesparken Dyrehavsbakken i Dyrehaven er et eksempel på Tribinis gøglerkunst:
"Kom ind og se Den Store Samson! Tag din mor med, tag din svigermor med, tag dit strygejern og din cykel med! Samson æder det hele", råbte Tribini ved indgangen til teltet.
Inde i teltet var der imidlertid ikke andet at beskue end et lyserødt tæppe for scenen. Da der var gået 20 minutter, var tæppet endnu ikke gået, og den spændte forventning i teltet blev afløst af surhed, publikum ville have pengene tilbage.
Så gik tæppet endelig op, men der stod kun en kæmpestor sko af papmache med tørresnor som snørebånd. En forventningsfuld hvisken gik gennem forsamlingen: "Det er Samsons sko, nu kommer han!". Men det gjorde giganten ikke. Yderligere et kvarter gik, uden at noget skete. Utilfredsheden i teltet var højlydt, da professor Tribini endelig selv viste sig og bad om den yderste tavshed. "Desværre, mine damer og herrer. Samson kommer ikke. Han har spist sig selv", råbte professoren.
Et barndomsminde: Professoren optrådte ved Anlægsfest i Slagelse: "Miner Damer og Herrer, kom ind og oplev de mest fantastiske ting – Slagelse by night og en vaskeægte krokodil". Efter betaling af entreen fulgte 10 minutters yderligere anprisning inde i teltet, hvorefter Professoren træk bagtæppet til side og stolt viste ... de lokale fodboldbaner, der jo henlå i mørke. Slagelse by night. Den vaskeægte krokodil (-le) var en krukke med dild.
- Professoren i aktion ved sit telt 1954
- Gravsten på Vor Frelsers Kirkegård
- Mindetavle på Dyrehavsbakken

## Ekstern henvisninger og kilder
- Professor Tribini på Internet Movie Database (engelsk)
- Professor Tribini på Filmdatabasen
- Professor Tribini på danskefilm.dk
- Professor Tribini på danskfilmogtv.dk
- Professor Tribini på The Movie Database (engelsk)
- Professor Tribini på gravsted.dk